# 596 a.C.
Il 596 a.C. (DXCVI a.C. in numeri romani) è un anno  del VI secolo a.C.

## Nati
- Creso, sovrano